# Denali
El Denali, anomenat oficialment Mont McKinley del 1917 al 2015 i d'ença el 2025 és el cim més alt dels Estats Units i d'Amèrica del Nord, amb 6.190 metres d'altitud. Té una prominència de 6.154 metres i un aïllament topogràfic de 7.436,9 km, cosa que fa del Denali el tercer cim més prominent i isolat de la Terra, després de l'Everest i l'Aconcagua. Situat a la serralada d'Alaska, a l’interior de l'estat estatunidenc d'Alaska, forma part del Parc i reserva nacional de Denali.
Els habitants de Koyukon, que viuen pel voltant de la muntanya, l'han anomenat "Denali" durant segles. El 1896 un buscador d'or el va anomenar "Mount McKinley" en suport del llavors candidat presidencial William McKinley. Aquest nom va ser el nom oficial reconegut pel govern federal dels Estats Units des de 1917 fins al 2015. L'agost del 2015, quaranta anys després que Alaska ho hagués fet, el Departament de l'Interior dels Estats Units va anunciar el canvi del nom oficial de la muntanya per Denali.
El 1903 James Wickersham va fer el primer intent d’escalar el Denali, tot i que no va tenir èxit. El 1906 Frederick Cook va reclamar la primera ascensió, però aquesta ascensió no està verificada i es qüestiona la seva legitimitat. El primer ascens verificable al cim del Denali va tenir lloc el 7 de juny de 1913, pels escaladors Hudson Stuck, Harry Karstens, Walter Harper i Robert Tatum. El 1951 Bradford Washburn va obrir la ruta West Buttress, considerada la ruta més segura i senzilla i, per tant, la més popular que s'utilitza actualment.
El 2 de setembre de 2015 el Servei Geològic dels Estats Units va informar que la muntanya feia 6.190 m d'altitud i no pas 6.194 metres mesurats el 1952 mitjançant fotogrametria.

## Situació
El Denali és al parc natural de Denali formant part de la serralada d'Alaska, on es troben també d'altres cims importants, com el Mont Hunter, el Mont Foraker, o el Mont Huntington. A només 3° del cercle polar àrtic (63° 04′), és el "sis mil" més septentrional del món. Tota la resta de cims de més de 6.000 metres són situats entre els 43° nord i 32° sud. Se situa a 209 km al nord-est de la ciutat més poblada de l'Estat d'Alaska, Anchorage, i a 249 km al sud de Fairbanks.

## Aspectes destacats
El mont Denali té una prominència superior a la de l'Everest. Malgrat que el sostre del món és 2.700 més alt, el fet de tenir la base a l'altiplà del Tibet -a una alçada de 5.200 metres- fa que la seva prominència real sigui tan sols de 3.700 metres. La base del Denali està situada en un altiplà d'uns 600 metres d'altitud, que fa del pic una "paret" de 5.500 metres.
La muntanya també es caracteritza per conferir als escaladors un inusual alt risc de patir l'anomenat mal d'altura, fet afegit a la presència perenne d'un clima fred extrem, a causa de la seva latitud i a la proximitat a un jet stream. A l'equador, una muntanya d'aquesta altitud tindria un 47% més d'oxigen disponible en el cim.

## Morfologia de la muntanya
El Denali té dos cims importants: el del Sud és el més alt, mentre que el del Nord té una altitud de 5.934 metres i una prominència de 387 metres. El cim nord és rarament escalat.
Cinc grans glaceres cauen pels seus vessants: són les de Peters (NO), Muldrow (NE), Traleika (NEE), Ruth (SE) i Kahiltna (SO). Amb una longitud de 71 km, la glacera Kahiltna és la glacera més llarga de la serralada d'Alaska.

## Controvèrsia sobre el nom
Al Mont McKinley se'l coneixia habitualment com a Dinale o Denali, que significa "el gran" en el llenguatge dels Dena'ina, i que alhora és el nom oficial reconegut per l'Estat d'Alaska. Durant el període de l'Amèrica russa el nom comú de la muntanya era Bolshaya Gora (rus: Большая Гора, bolshaya = rus per a gran; gora = rus per a muntanya), que és la traducció russa de Denali. Durant un breu període, entre finals de la dècada de 1880 i principis de la dècada de 1890 fou anomenat Mont Densmore en record a Frank Densmore, un buscador d'or que fou el primer no natiu d'Alaska en arribar a la base de la muntanya.
El 1896 un buscador d'or el va anomenar McKinley en honor del llavors candidat presidencial William McKinley, que va esdevenir president l'any següent. Els Estats Units van reconèixer formalment el nom de Mont McKinley després que el president Wilson signés la llei del Parc Nacional del Mont McKinley del 26 de febrer de 1917. El 1965, Lyndon B. Johnson va nomenar els pics nord i sud de la muntanya com a "pics Churchill", en honor de l'estadista britànic Winston Churchill.  La Junta Geogràfica d'Alaska va canviar el nom de la muntanya per Denali el 1975, que és el nom amb què era coneguda localment, però la sol·licitud que aquests van fer al United States Board on Geographic Names va ser bloquejada pel congressista d'Ohio Ralph Regula.
El 30 d'agost de 2015, just abans d'una visita a Alaska del president Barack Obama, aquest va anunciar que el nom de Denali seria restaurat d'acord amb el nom escollit per la Junta Geogràfica d'Alaska.  La secretària de l'Interior dels Estats Units, Sally Jewell, va dictar l'ordre de canviar el nom a Denali el 28 d'agost de 2015, amb efectivitat immediata. El canvi de nom va ser elogiat per alguns, però va rebre crítiques de diversos polítics de l'estat d’origen del president McKinley, Ohio.
Pel gener del 2025 el president Trump ordenà retornar el nom a "Mont McKinley".

## Les "primeres" ascensions

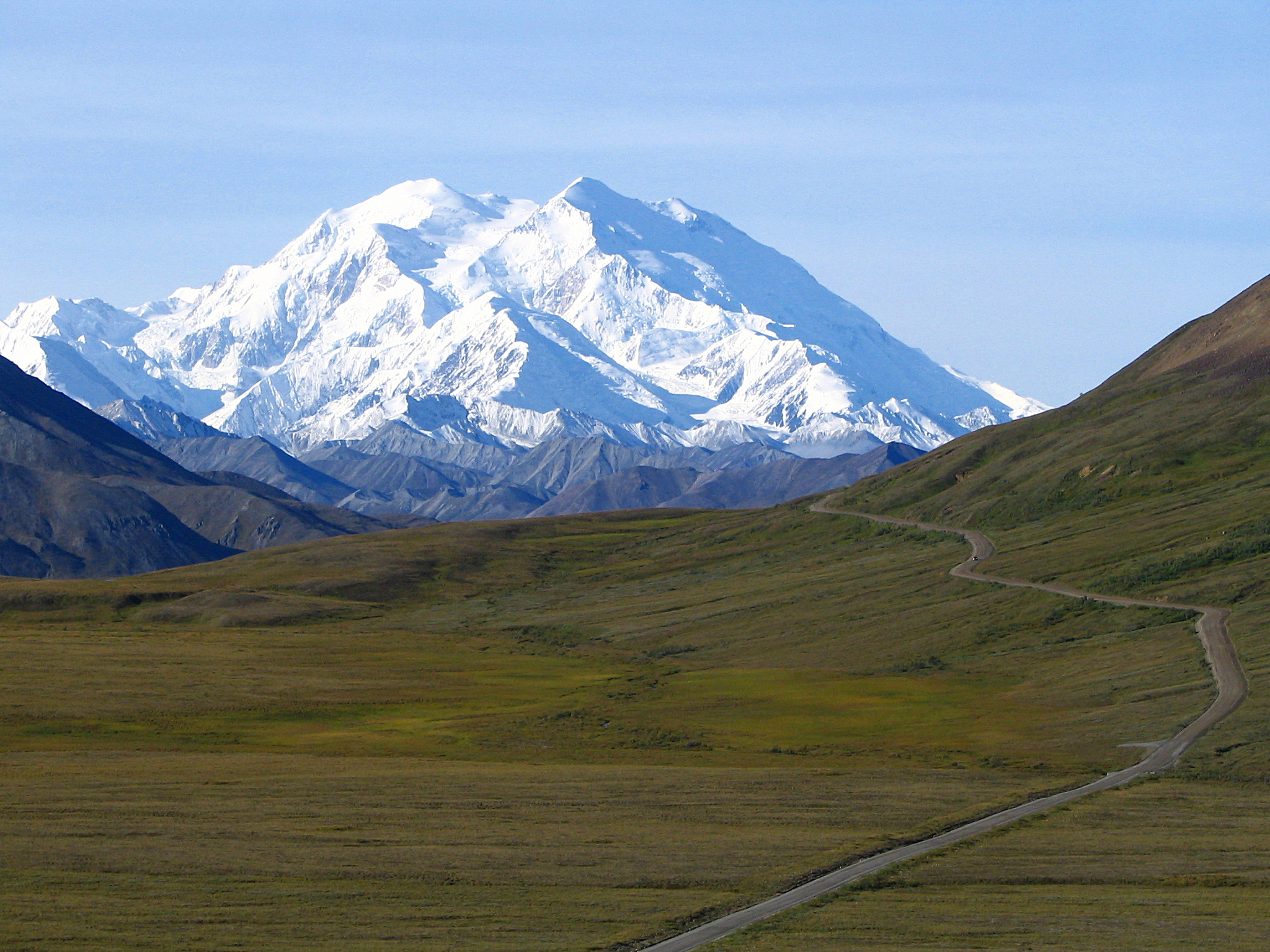
Una altra perspectiva del Denali.

Malgrat ser conegut pels aborígens, els primers occidentals a contemplar-lo van ser els aventurers de l'època de "la febre de l'or", a finals del segle xix. Meravellats per la seva impressionant silueta, no van trigar a organitzar expedicions cap al cim.
Durant l'estiu de 1902 el científic Alfred Brooks va explorar els vessants de la muntanya com a part d’una exedició duta a terme pel Servei Geològic dels Estats Units. Tot i no ser-ne la intenció inicial, van intentar fer el cim, però van optar per abandonar l'intent. A principis d'estiu de 1903 James Wickersham va fer el primer intent registrat d'escalar el Denali, juntament amb un grup de quatre persones més. Van establir el campament base a la part inferior de la glacera de Peters. Les escletxes, la caiguda de gel i la manca d'un pas clar van fer que desistissin de seguir aquesta via i ho intentessin novament a través de la glacera de Jeffery. En arribar als 4.300 metres es van trobar amb un mur que van considerar infranquejable i abandonaren l'intent de fer el cim. La dificultat d'aquesta ruta va fer que no fos escalada amb èxit fins al 1963.
El doctor Frederick A. Cook, després de dos intents fallats per trobar una via per s assolir el cim, va decidir a l'agost de 1906 de fer un darrer intent, solament acompanyat per un ajudant nadiu. A la seva tornada va assegurar haver fet el cim, aconseguint així un gran reconeixement com a alpinista. Després de publicar "To the Top of the Continent", on es relatava la proesa, incloses fotografies del cim, diversos exploradors asseguraren conèixer on havien estat preses. La controvèrsia va continuar durant dècades fins que es va aconseguir confirmar la falsedat del relat de Cook.
El 1909, quatre exploradors, Tom Lloyd, Peter Anderson, Billy Taylor i Charles McGonagall, van partir de Fairbanks a finals de desembre. El març de 1910 havien establert un campament base a prop d'un dels llocs on hi havia arribat l'expedició de Brooks i van continuar des del nord a través de la glacera de Muldrow. El 3 d'abril de 1910, Billy Taylor i Peter Anderson, van coronar el cim nord del Denali, a 5.934 metres d'altura, el més baix dels dos cims principals. La parella va erigir el pal a prop de la part superior. Aquesta expedició també va ser posada en dubte per la manca de fotografies, haver-se fet en temporada hivernal i ser escaladors sense experiència, entre altres problemes.
L'any 1912 Parker i Browne, que ja van havien format part de l'equip de Cook, ho van tornar a provar, però es van veure obligats a retrocedir quan tan sols els faltaven uns pocs centenars de metres per culpa de les adverses condicions climàtiques. El 7 de juliol, l'endemà del seu descens, un terratrèmol de 7,4 va destruir la glacera per on havien ascendit.
La primera ascensió a la cimera principal del Denali va tenir lloc el 7 de juny de 1913, per una expedició liderada per Hudson Stuck i Harry Karstens, juntament amb Walter Harper i Robert Tatum. L'expedició es va apropar al cim des del nord a través de la glacera de Muldrow i el pas de McGonagall. Tot i alguns entrebancs per la pèrdua d'alguns subministraments i tendes de campanya i el mal d'altura patit per alguns dels escaladors, Harper va ser el primer a coronar el cim.
La muntanya és escalada regularment avui en dia, amb 50% d'expedicions reeixides, encara que té els seus riscos: 100 morts fins a l'any 2003. La major part dels escaladors fan servir la ruta Buttress, seguida per primer cop l'any 1951 per Bradford Washburn després d'una extensiva anàlisi aèria de la muntanya. Les ascensions habitualment triguen entre 2 i 3 setmanes. Forma part dels Set Cims.

### Cronologia
- 1896-1902 Expedicions de Robert Muldrow, George Eldridge, Alfred Brooks.[46]
- 1903. Primer intent, per Judge James Wickersham.
- 1906. Frederick Cook reivindica fraudulentament la primera ascensió
- 1910. Els Sourdoughs fan el Cim Nord.
- 1912. L'intent de Parker-Brown gairebé aconsegueix de coronar el Cim Sud.
- 1913. Primera ascensió per Hudson Stuck, Walter Harper, Harry Karstens, Robert Tatum.[47]
- 1932. Segona ascensió, per Alfred Linley, Harry Liek, Grant Pearson, Erling Strom. (Ascensió dels dos pics)[46]:320[48]
- 1947. Barbara Washburn esdevé la primera dona a coronar el cim, i el seu marit Bradford Washburn esdevé el primer a coronar-lo dos cops.[49]
- 1951. Primer ascens per la ruta Buttress, fet per Bradford Washburn.[10]
- 1959. Primera ascensió per l'Aresta Oest, popular ruta de dificultat mitjana.[50]
- 1961. Primera ascensió de la Cresta Cassin, la ruta més documentada tècnicament. The first ascent team members are: Riccardo Cassin, Luigi Airoldi, Luigi Alippi, Giancarlo Canali, Romano Perego, and Annibale Zucchi.[51][52]
- 1963. Dos equips fan les primeres ascensions per rutes diferents del Mur de Wickershaml.[53][54]
- 1967. Primera ascensió feta a l'hivern, per la via Buttress Oest, per Dave Johnston, Art Davidson, i Ray Genet.[55]
- 1967. Set membres de dotze de l'expedició de Joe Wilcox moren en una tempesta a prop del cim, tercer major desastre en cost humà de la història de l'alpinisme.[56] Abans del juliol de 1967 sols quatre homes havien mort.[57]
- 1970. Primer ascens en solitari, per Naomi Uemura.[58]
- 1984. Uemura fa el primer ascens en solitari a l'hivern, però mor després de coronar el cim. Tono Križo, František Korl i Blažej Adam "creen" l'anomenada Ruta Eslovaca, a la cara sud del pic.[59]
- 1988. Primera ascensió en solitari a l'hivern amb retorn, per Vern Tejas.[60]
- 1990: Ascensió més ràpida. Anatoli Boukreev completa l'aresta oest en 10 hores i mitja des de la base fins al cim.[61]

## Altres pics
Al costat del cim nord, altres cims del massís sovint considerats com pics a part són:
- Buttress del Sud, 4.802 metres i una prominència mitjana de 102 metres
- Buttress de l'Est, 4.490 metres i una prominència mitjana de 116 metres
- Torre Browne, 4.429 metres i una prominència mitjana de 23 metres